# مولاي بلحميسي
حاج مولاي بلحميسي من مواليد 17 يناير1930 بمنطقة مازونة باحث ومؤرخ جزائري ترك آثارا علمية لها وزنها على الساحة العلمية والفكرية بالجزائر وبمنطقة المغرب العربي.

## المؤرخ
كان الجيل الأول من مدرسة المؤرخين الجزائريين المعاصرين أمثال عبد الرحمان الجيلالي ومبارك الميلي وتوفيق المدني وغيرهم، نلتزمون بتحقيق مهمّة إثبات انتماء الجزائر إلى الحضارة العربية الإسلامية، عكس أطروحة الاستعمار الفرنسي المروجة لفكرة انتماء الجزائر إلى الحضارة الأوربية المسيحية منذ فترة الاحتلال الروماني، في حين ينتمي مولاي بلحميسي إلى الجيل الثاني الذي لم يعد ينهج نفس المنهج بسبب تفوق الثورة الجزائرية ودحضها لهذه الأطروحة.

## سيرة
ولد بلحميسي في مدينة مازونة شرق ولاية غليزان الحالية، وكان من القلائل الذين أتيحت لهم مواصلة الدراسة فانتقل إلى تلمسان، ثم التحق بجامعة الجزائر، حاز على شهادة دكتوراه درجة ثالثة في الأدب من جامعة آكس أون بروفانس ‏ الفرنسية العام 1963، وكذا على شهادة الكفاءة المهنية للتعليم الثانوي ومبرز في الأدب العربي سنة 1966، كما حاز على شهادة الدكتوراه سنة 1972، وحصل على شهادة دكتوراه دولة من جامعة بوردو سنة 1986.[بحاجة لمصدر]

## وظائف
وكرس الفقيد جزءا كبيرا من حياته للتكوين والتعليم، حيث شهدت الفترة ما بين 1955 و2000، اشتغاله كأستاذ في التعليم الثانوي، ثم بالجامعة
- 1966-1969: حيث شغل في البداية منصب أستاذ مساعد
- 1969 -1986: مكلف بالدروس
- 1986- 2000: أستاذ محاضر
- 1986:انتخب عضوا شرفيا بمعهد أتاتورك بأنقرة سنة
- نائب رئيس الجمعية الدولية لمؤرخي المتوسط. .[4]

## مؤلفاته

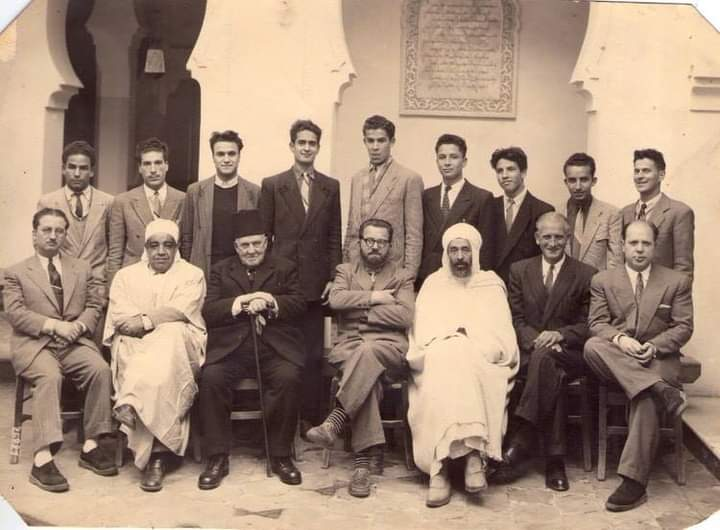
بلحميسي واقف في الصف الرابع على اليمين بمدرسة تلمسان عام 1950م

- بلحميسي واقف في الصف الرابع على اليمين بمدرسة تلمسان عام 1950م1979: الجزائر من خلال رحلات المغاربة في العهد العثماني
- 1981: تاريخ مازونة
- 1981: تاريخ مستغانم
- 1994:الجزائر من خلال مياهها
- 2003:العرب والبحر في التاريخ والأدب
- الأسطول البحري الجزائري 1516-1830

## بحوث عنه
- حباش، فاطمة (1 ديسمبر 2019). "إسهامات مولاي بلحميسي في كتابة التاريخ المحلي من خلال قراءة في كتابه " تاريخ مازونة"". مجلة عصور الجديدة. ج. 9 ع. 3: 331–346. ISSN:2600-6324. مؤرشف من الأصل في 2023-04-25.
- بلعريبي، نورالدين (5 يوليو 2022). "قراءة في منهجية الكتابة التاريخية عند مولاي بلحميسي من خلال كتابه "الجزائر من خلال رحلات المغاربة في العهد العثماني" A reading in the methodology of historical writing by Moulay Belhamissi through his book "Algeria Through the Journeys of Moroccans in the Ottoman Era". عصور. ج. 21 ع. 1: 291–316. ISSN:2600-6278. مؤرشف من الأصل في 2022-08-10.
- رنيمة، أحمد (15 يناير 2012). "مولاي بلحميسي (1930- 2009م): مؤرخ البحر والبحرية في الجزائر". مجلة عصور الجديدة. ج. 2 ع. 4: 289–300. ISSN:2600-6324. مؤرشف من الأصل في 2022-08-10.
- بوعزة، بوضرساية (1 يناير 2020). "من الجهاد البحري في كتابات المؤرخ الجزائري الدكتور مولاي بلحميسي". مجلة الدراسات التاريخية العسكرية. ج. 2 ع. 1: 75–82. ISSN:2773-3017. مؤرشف من الأصل في 2022-02-25.